# Jean Louis Félicité de Bruyères-Chalabre
Pour les articles homonymes, voir Bruyères (homonymie) et Chalabre (homonymie).
Jean Louis Félicité de Bruyères-Chalabre, dit le « comte de Bruyères », est un homme politique français né le 24 octobre 1762 à Chalabre (Aude) et mort le 15 novembre 1838 à Chalabre.

## Biographie
Fils de François Jean de Bruyères Chalabre, marquis de Chalabre, et de Louise Françoise Elisabeth de Bon de Saint-Hilaire, il s'est marié en premières noces à Anne-Françoise Bouret d'Érigny (nièce d'Étienne-Michel Bouret) qui meurt le 25 octobre 1785 à l'âge de 21 ans avec qui il a eu Jean Marthe Félicité de Bruyères-Chalabre (1785-1832), mort célibataire pendant l'épidémie de choléra.
Ancien chef d'escadron, major en second du régiment du roi, il a présidé en 1789 les assemblées de la noblesse de la sénéchaussée du Limoux. Il émigre en Angleterre. Il a eu de son second mariage à Londres en 1796 avec Julie Catherine Laval (1765-1828), Nathalie Marie Henriette de Bruyères-Chalabre (1797-1871), née à Londres, mariée en 1817 avec Mathieu Antoine de Mauléon-Narbonne (1788-1854) apportant le château de Chalabre en dot. D'où descendance actuelle famille de Mauléon de Bruyères,.
Il revient en France, à Chalabre, en 1802. Il va y installer des usines. Il est maire de Chalabre en 1813. Il est conseiller général, député de l'Aude de 1815 à 1820 et de 1824 à 1827, siégeant à l'extrême droite et soutenant les gouvernements de la Restauration.